# Şāleḩābād-e Bozorg
Şāleḩābād-e Bozorg (persiska: صالح آباد بزرگ) är en ort i Iran.   Den ligger i provinsen Khorasan, i den nordöstra delen av landet, 600 km öster om huvudstaden Teheran. Şāleḩābād-e Bozorg ligger 996 meter över havet och antalet invånare är 343.
Terrängen runt Şāleḩābād-e Bozorg är huvudsakligen platt, men åt sydväst är den kuperad.Runt Şāleḩābād-e Bozorg är det ganska glesbefolkat, med 29 invånare per kvadratkilometer. Närmaste större samhälle är Qareh Qolī, 16,8 km nordväst om Şāleḩābād-e Bozorg. Trakten runt Şāleḩābād-e Bozorg består i huvudsak av gräsmarker.